# LGA 1151
LGA 1151 (Socket H4) — разъём для процессоров компании Intel, разработанный в 2015 году в качестве замены разъёма LGA 1150 (известного также как Socket H3).
Используется в компьютерах с процессорами 6-го поколения (Skylake), 7-го поколения (Kaby Lake) и 8/9-го поколения (Coffee Lake и Coffee Lake Refresh); применяется в материнских платах на базе чипсетов Intel серий 100, 200, 300 и чипсетов Intel C236 и С232.
Разъём выполнен по технологии LGA (англ. Land Grid Array) имеет 1151 подпружиненный контакт для соприкосновения с контактными площадками процессора.
Монтажные отверстия для систем охлаждения на сокетах LGA 1150/1151/1155/1156/1200 полностью идентичны (четыре отверстия, находящиеся в углах квадрата со стороной в 75 мм), что означает полную совместимость и идентичный порядок монтажа систем охлаждения для этих сокетов.
Этот разъём в 2020 году был заменён на LGA 1200 — разъём для процессоров компании Intel семейств Comet Lake и Rocket Lake.

## Применение и технологии
Большая часть материнских плат с этим разъёмом обычно поддерживает два канала оперативной памяти стандарта DDR4 (до двух планок памяти на канал). Существуют платы с поддержкой памяти DDR3(L). На некоторых платах имеются слоты как для DDR4, так и для DDR3(L), но может быть установлен только один тип памяти. Материнские платы с чипсетами серии 300 поддерживают только память DDR4 (исключение H310C). Для связи процессора и чипсета используется интерфейс DMI 3.0 на базе PCI Express 3.0 (около 4 ГБ/с).
Все чипсеты для архитектуры Skylake (Sunrise Point, серии 100) поддерживают технологии Intel Rapid Storage, Intel Clear Video Technology и Intel Wireless Display Technology (при поддержке технологии процессором). Большинство материнских плат поддерживает различные видеовыходы (VGA, DVI, HDMI или DisplayPort — в зависимости от модели), которые используются со встроенным в процессор видеоядром (при наличии).

### Поддержка DDR3
Intel официально заявляет, что интегрированные контроллеры памяти (IMC) Skylake и Kaby Lake поддерживают модули памяти DDR3L только с напряжением 1,35 В, а DDR4 с напряжением 1,2 В, что привело к предположению, что более высокие напряжения модулей DDR3 могут повредить или разрушить IMC и процессор. В то же время ASRock, Gigabyte и Asus гарантируют, что их материнские платы для Skylake и Kaby Lake со слотами DDR3 поддерживают модули DDR3 с напряжением 1,5 и 1,65 В.
В трёхсотой серии чипсетов DDR3 поддерживается только специально выпущенным для Китая чипсетом H310C.

## Чипсеты Intel серии 100
Чипсеты серии 100 (H110, B150, Q150, H170, Q170, Z170) имеют название Sunrise Point и были представлены осенью 2015 года.
|                                               |                                               | H110                                                                    | B150                                                                    | Q150                                                                    | H170                                                                    | Q170                                                                    | Z170                                                                    |
| --------------------------------------------- | --------------------------------------------- | ----------------------------------------------------------------------- | ----------------------------------------------------------------------- | ----------------------------------------------------------------------- | ----------------------------------------------------------------------- | ----------------------------------------------------------------------- | ----------------------------------------------------------------------- |
| Разгон                                        | Разгон                                        | Ограниченно*                                                            | Ограниченно*                                                            | Ограниченно*                                                            | Ограниченно*                                                            | Ограниченно*                                                            | Да                                                                      |
| Поддержка Skylake                             | Поддержка Skylake                             | Да                                                                      | Да                                                                      | Да                                                                      | Да                                                                      | Да                                                                      | Да                                                                      |
| Поддержка Kaby Lake                           | Поддержка Kaby Lake                           | Да, после обновления BIOS                                               | Да, после обновления BIOS                                               | Да, после обновления BIOS                                               | Да, после обновления BIOS                                               | Да, после обновления BIOS                                               | Да, после обновления BIOS                                               |
| Поддержка Coffee Lake                         | Поддержка Coffee Lake                         | Нет                                                                     | Нет                                                                     | Нет                                                                     | Нет                                                                     | Нет                                                                     | Нет                                                                     |
| Поддержка памяти                              | Поддержка памяти                              | DDR4 до 64 ГБ (до 16 ГБ на слот) или DDR3(L) до 32 ГБ (до 8 ГБ на слот) | DDR4 до 64 ГБ (до 16 ГБ на слот) или DDR3(L) до 32 ГБ (до 8 ГБ на слот) | DDR4 до 64 ГБ (до 16 ГБ на слот) или DDR3(L) до 32 ГБ (до 8 ГБ на слот) | DDR4 до 64 ГБ (до 16 ГБ на слот) или DDR3(L) до 32 ГБ (до 8 ГБ на слот) | DDR4 до 64 ГБ (до 16 ГБ на слот) или DDR3(L) до 32 ГБ (до 8 ГБ на слот) | DDR4 до 64 ГБ (до 16 ГБ на слот) или DDR3(L) до 32 ГБ (до 8 ГБ на слот) |
| Максимум слотов памяти DIMM                   | Максимум слотов памяти DIMM                   | 2                                                                       | 4                                                                       | 4                                                                       | 4                                                                       | 4                                                                       | 4                                                                       |
| Максимум портов USB                           | всего                                         | 10                                                                      | 12                                                                      | 14                                                                      | 14                                                                      | 14                                                                      | 14                                                                      |
| Максимум портов USB                           | 2.0                                           | 10                                                                      | 12                                                                      | 14                                                                      | 14                                                                      | 14                                                                      | 14                                                                      |
| Максимум портов USB                           | 3.0                                           | 4                                                                       | 6                                                                       | 8                                                                       | 8                                                                       | 10                                                                      | 10                                                                      |
| Максимум портов SATA 3.0                      | Максимум портов SATA 3.0                      | 4                                                                       | 6                                                                       | 6                                                                       | 6                                                                       | 6                                                                       | 6                                                                       |
| Конфигурация линий PCI Express 3.0 процессора | Конфигурация линий PCI Express 3.0 процессора | 1 ×16                                                                   | 1 ×16                                                                   | 1 ×16                                                                   | 1 ×16                                                                   | 1 ×16, или 2 ×8, или 1 ×8 и 2 ×4                                        | 1 ×16, или 2 ×8, или 1 ×8 и 2 ×4                                        |
| Конфигурация линий PCI Express чипсета (PCH)  | Конфигурация линий PCI Express чипсета (PCH)  | 6 × PCI-e 2.0                                                           | 8 × PCI-e 3.0                                                           | 10 × PCI-e 3.0                                                          | 16 × PCI-e 3.0                                                          | 20 × PCI-e 3.0                                                          | 20 × PCI-e 3.0                                                          |
| Поддержка дисплеев (цифровые порты/линии)     | Поддержка дисплеев (цифровые порты/линии)     | 3/2                                                                     | 3/3                                                                     | 3/3                                                                     | 3/3                                                                     | 3/3                                                                     | 3/3                                                                     |
| Поддержка SATA RAID 0/1/5/10                  | Поддержка SATA RAID 0/1/5/10                  | Нет                                                                     | Нет                                                                     | Нет                                                                     | Да                                                                      | Да                                                                      | Да                                                                      |
| Поддержка Intel AMT, TXT и vPro               | Поддержка Intel AMT, TXT и vPro               | Нет                                                                     | Нет                                                                     | Да                                                                      | Нет                                                                     | Да                                                                      | Нет                                                                     |
| TDP                                           | TDP                                           | 6 Вт                                                                    | 6 Вт                                                                    | 6 Вт                                                                    | 6 Вт                                                                    | 6 Вт                                                                    | 6 Вт                                                                    |
| Техпроцесс                                    | Техпроцесс                                    | 22 нм                                                                   | 22 нм                                                                   | 22 нм                                                                   | 22 нм                                                                   | 22 нм                                                                   | 22 нм                                                                   |
| Дата выпуска                                  | Дата выпуска                                  | 1 сентября 2015                                                         | 1 сентября 2015                                                         | 3 квартал 2015                                                          | 1 сентября 2015                                                         | 1 сентября 2015                                                         | 5 августа 2015                                                          |

*Несмотря на отсутствие разблокированного множителя у большинства процессоров Intel, существовала возможность оверклокинга в том числе и на некоторых материнских платах на младших чипсетах посредством поднятия частоты BCLK. Позже такая возможность была убрана, так же процессоры с заблокированным множителем потеряли возможность разгона на старшем чипсете серии.

## Чипсеты Intel серии 200
Чипсеты серии 200 (B250, Q250, H270, Q270, Z270) называются Union Point и были представлены в январе 2017 года.
Главным отличием от 100 серии является наличие дополнительных 4 линий PCI Express чипсета (PCH), которые необходимы для работы Intel Optane Memory.
|                                               |                                               | B250                                                                                    | Q250                                                                                    | H270                                                                                    | Q270                                                                                    | Z270                                                                                    |
| --------------------------------------------- | --------------------------------------------- | --------------------------------------------------------------------------------------- | --------------------------------------------------------------------------------------- | --------------------------------------------------------------------------------------- | --------------------------------------------------------------------------------------- | --------------------------------------------------------------------------------------- |
| Разгон                                        | Разгон                                        | Нет                                                                                     | Нет                                                                                     | Нет                                                                                     | Нет                                                                                     | CPU (множитель и BCLK) + GPU + RAM                                                      |
| Поддержка Skylake                             | Поддержка Skylake                             | Да                                                                                      | Да                                                                                      | Да                                                                                      | Да                                                                                      | Да                                                                                      |
| Поддержка Kaby Lake                           | Поддержка Kaby Lake                           | Да                                                                                      | Да                                                                                      | Да                                                                                      | Да                                                                                      | Да                                                                                      |
| Поддержка Coffee Lake                         | Поддержка Coffee Lake                         | Нет                                                                                     | Нет                                                                                     | Нет                                                                                     | Нет                                                                                     | Нет                                                                                     |
| Стандарты ОЗУ (RAM)                           | Стандарты ОЗУ (RAM)                           | DDR4 до 64 ГБ в сумме (до 16 ГБ на слот) или DDR3(L) до 32 ГБ в сумме (до 8 ГБ на слот) | DDR4 до 64 ГБ в сумме (до 16 ГБ на слот) или DDR3(L) до 32 ГБ в сумме (до 8 ГБ на слот) | DDR4 до 64 ГБ в сумме (до 16 ГБ на слот) или DDR3(L) до 32 ГБ в сумме (до 8 ГБ на слот) | DDR4 до 64 ГБ в сумме (до 16 ГБ на слот) или DDR3(L) до 32 ГБ в сумме (до 8 ГБ на слот) | DDR4 до 64 ГБ в сумме (до 16 ГБ на слот) или DDR3(L) до 32 ГБ в сумме (до 8 ГБ на слот) |
| Максимум слотов памяти DIMM                   | Максимум слотов памяти DIMM                   | 4                                                                                       | 4                                                                                       | 4                                                                                       | 4                                                                                       | 4                                                                                       |
| Максимум портов USB                           | всего                                         | 12                                                                                      | 14                                                                                      | 14                                                                                      | 14                                                                                      | 14                                                                                      |
| Максимум портов USB                           | 2.0                                           | 12                                                                                      | 14                                                                                      | 14                                                                                      | 14                                                                                      | 14                                                                                      |
| Максимум портов USB                           | 3.0                                           | 6                                                                                       | 8                                                                                       | 8                                                                                       | 10                                                                                      | 10                                                                                      |
| Число портов SATA 3.0, максимальное           | Число портов SATA 3.0, максимальное           | 6                                                                                       | 6                                                                                       | 6                                                                                       | 6                                                                                       | 6                                                                                       |
| Конфигурация линий PCI Express 3.0 процессора | Конфигурация линий PCI Express 3.0 процессора | 1 ×16                                                                                   | 1 ×16                                                                                   | 1 ×16                                                                                   | Либо 1 ×16; либо 2 ×8; либо 1 ×8 и 2 ×4                                                 | Либо 1 ×16; либо 2 ×8; либо 1 ×8 и 2 ×4                                                 |
| Конфигурация линий PCI Express чипсета (PCH)  | Конфигурация линий PCI Express чипсета (PCH)  | 12 × PCI-e 3.0                                                                          | 14 × PCI-e 3.0                                                                          | 20 × PCI-e 3.0                                                                          | 24 × PCI-e 3.0                                                                          | 24 × PCI-e 3.0                                                                          |
| Независимых мониторов                         | Независимых мониторов                         | 3                                                                                       | 3                                                                                       | 3                                                                                       | 3                                                                                       | 3                                                                                       |
| RAID 0/1/5/10 на базе портов SATA             | RAID 0/1/5/10 на базе портов SATA             | Нет                                                                                     | Нет                                                                                     | Да                                                                                      | Да                                                                                      | Да                                                                                      |
| Intel AMT, TXT, vPro                          | Intel AMT, TXT, vPro                          | Нет                                                                                     | Нет                                                                                     | Нет                                                                                     | Да                                                                                      | Нет                                                                                     |
| Поддержка Intel Optane Memory                 | Поддержка Intel Optane Memory                 | Да, при использовании ЦП Core i3/i5/i7                                                  | Да, при использовании ЦП Core i3/i5/i7                                                  | Да, при использовании ЦП Core i3/i5/i7                                                  | Да, при использовании ЦП Core i3/i5/i7                                                  | Да, при использовании ЦП Core i3/i5/i7                                                  |
| Тепловой пакет (TDP) чипсета                  | Тепловой пакет (TDP) чипсета                  | 6 Вт                                                                                    | 6 Вт                                                                                    | 6 Вт                                                                                    | 6 Вт                                                                                    | 6 Вт                                                                                    |
| Техпроцесс чипсета                            | Техпроцесс чипсета                            | 22 нм                                                                                   | 22 нм                                                                                   | 22 нм                                                                                   | 22 нм                                                                                   | 22 нм                                                                                   |
| Дата выхода                                   | Дата выхода                                   | 3 января 2017                                                                           | 3 января 2017                                                                           | 3 января 2017                                                                           | 3 января 2017                                                                           | 3 января 2017                                                                           |

## Чипсеты Intel серии 300
Первый чипсет новой серии — Z370 был представлен в октябре 2017 года. Остальные чипсеты 300 серии появились в 2018 году — весной H310, B360, H370 и Q370; а осенью — Z390 и B365.
С выпуском чипсетов серии 300, использование сокета LGA 1151 было пересмотрено для процессоров поколения Coffee Lake. В то время как физически сокет не изменился, были переназначены некоторые зарезервированные контакты, для добавления линий питания для поддержки требований 6-ядерных и 8-ядерных процессоров. Также изменён пин обнаружения процессора, что делает новые материнские платы электрически не совместимым с более ранними процессорами.
В результате, чипсеты серии 300 официально поддерживают только Coffee Lake и Coffee Lake Refresh (может потребоваться обновление BIOS), и не совместимы с процессорами Skylake и Kaby Lake. Аналогично настольные процессоры Coffee Lake и Coffee Lake Refresh официально не совместимы с чипсетами серии 100 и 200.
Как и в случае с чипсетами двухсотой серии, 4 дополнительные линии PCI-e PCH в чипсетах Coffee Lake зарезервированы для реализации слота M.2 для поддержки памяти Intel Optane.
Для рынка Китая был выпущен чипсет H310C, который является 22 нм версией чипсета H310 и поддерживает память DDR3.
|                                               | H310                                                                                            | B365                                                                                            | B360                                                                                            | H370                                                                                            | Q370                                                                                            | Z370                                                                                            | Z390                                                                                            |
| --------------------------------------------- | ----------------------------------------------------------------------------------------------- | ----------------------------------------------------------------------------------------------- | ----------------------------------------------------------------------------------------------- | ----------------------------------------------------------------------------------------------- | ----------------------------------------------------------------------------------------------- | ----------------------------------------------------------------------------------------------- | ----------------------------------------------------------------------------------------------- |
| Разгон                                        | Нет                                                                                             | Ограниченно*                                                                                    | Нет                                                                                             | Нет                                                                                             | Нет                                                                                             | Да                                                                                              | Да                                                                                              |
| Поддержка Skylake                             | Нет                                                                                             | Нет                                                                                             | Нет                                                                                             | Нет                                                                                             | Нет                                                                                             | Нет                                                                                             | Нет                                                                                             |
| Поддержка Kaby Lake                           | Нет                                                                                             | Нет                                                                                             | Нет                                                                                             | Нет                                                                                             | Нет                                                                                             | Нет                                                                                             | Нет                                                                                             |
| Поддержка Coffee Lake                         | Да                                                                                              | Да                                                                                              | Да                                                                                              | Да                                                                                              | Да                                                                                              | Да                                                                                              | Да                                                                                              |
| Поддержка Coffee Lake Refresh                 | Да, после обновления BIOS                                                                       | Да                                                                                              | Да, после обновления BIOS                                                                       | Да, после обновления BIOS                                                                       | Да, после обновления BIOS                                                                       | Да, после обновления BIOS                                                                       | Да                                                                                              |
| Поддержка памяти                              | Coffee Lake: DDR4 до 64 ГБ (до 16 ГБ на слот) Coffee Lake Refresh: до 128 ГБ (до 32 ГБ на слот) | Coffee Lake: DDR4 до 64 ГБ (до 16 ГБ на слот) Coffee Lake Refresh: до 128 ГБ (до 32 ГБ на слот) | Coffee Lake: DDR4 до 64 ГБ (до 16 ГБ на слот) Coffee Lake Refresh: до 128 ГБ (до 32 ГБ на слот) | Coffee Lake: DDR4 до 64 ГБ (до 16 ГБ на слот) Coffee Lake Refresh: до 128 ГБ (до 32 ГБ на слот) | Coffee Lake: DDR4 до 64 ГБ (до 16 ГБ на слот) Coffee Lake Refresh: до 128 ГБ (до 32 ГБ на слот) | Coffee Lake: DDR4 до 64 ГБ (до 16 ГБ на слот) Coffee Lake Refresh: до 128 ГБ (до 32 ГБ на слот) | Coffee Lake: DDR4 до 64 ГБ (до 16 ГБ на слот) Coffee Lake Refresh: до 128 ГБ (до 32 ГБ на слот) |
| Максимум слотов DIMM                          | 2                                                                                               | 4                                                                                               | 4                                                                                               | 4                                                                                               | 4                                                                                               | 4                                                                                               | 4                                                                                               |
| Максимум портов USB 2.0                       | 10                                                                                              | 14                                                                                              | 12                                                                                              | 14                                                                                              | 14                                                                                              | 14                                                                                              | 14                                                                                              |
| Конфигурация портов USB 3.1                   | 4 x Gen 1                                                                                       | 8 x Gen 1                                                                                       | До 4 x Gen 2 До 6 x Gen 1                                                                       | До 4 x Gen 2 До 8 x Gen 1                                                                       | До 6 x Gen 2 До 10 x Gen 1                                                                      | 10 x Gen 1                                                                                      | До 6 x Gen 2 До 10 x Gen 1                                                                      |
| Максимум портов SATA 3.0                      | 4                                                                                               | 6                                                                                               | 6                                                                                               | 6                                                                                               | 6                                                                                               | 6                                                                                               | 6                                                                                               |
| Конфигурация линий PCI Express 3.0 процессора | 1 ×16                                                                                           | 1 ×16                                                                                           | 1 ×16                                                                                           | 1 ×16                                                                                           | 1 ×16, или 2 ×8, или 1 ×8 и 2 ×4                                                                | 1 ×16, или 2 ×8, или 1 ×8 и 2 ×4                                                                | 1 ×16, или 2 ×8, или 1 ×8 и 2 ×4                                                                |
| Конфигурация линий PCI Express чипсета (PCH)  | 6 × PCI-e 2.0                                                                                   | 20 × PCI-e 3.0                                                                                  | 12 × PCI-e 3.0                                                                                  | 20 × PCI-e 3.0                                                                                  | 24 × PCI-e 3.0                                                                                  | 24 × PCI-e 3.0                                                                                  | 24 × PCI-e 3.0                                                                                  |
| Поддержка дисплеев (цифровые порты/линии)     | 3/2                                                                                             | 3/3                                                                                             | 3/3                                                                                             | 3/3                                                                                             | 3/3                                                                                             | 3/3                                                                                             | 3/3                                                                                             |
| Интегрированные функции беспроводного доступа | CNVi**                                                                                          | Нет                                                                                             | CNVi**                                                                                          | CNVi**                                                                                          | CNVi**                                                                                          | Нет                                                                                             | CNVi**                                                                                          |
| Поддержка SATA RAID 0/1/5/10                  | Нет                                                                                             | Да                                                                                              | Нет                                                                                             | Да                                                                                              | Да                                                                                              | Да                                                                                              | Да                                                                                              |
| Поддержка Intel Optane Memory                 | Нет                                                                                             | Да, при использовании Core i3/i5/i7/i9                                                          | Да, при использовании Core i3/i5/i7/i9                                                          | Да, при использовании Core i3/i5/i7/i9                                                          | Да, при использовании Core i3/i5/i7/i9                                                          | Да, при использовании Core i3/i5/i7/i9                                                          | Да, при использовании Core i3/i5/i7/i9                                                          |
| Intel Smart Sound Technology                  | Нет                                                                                             | Да                                                                                              | Да                                                                                              | Да                                                                                              | Да                                                                                              | Да                                                                                              | Да                                                                                              |
| TDP                                           | 6 Вт                                                                                            | 6 Вт                                                                                            | 6 Вт                                                                                            | 6 Вт                                                                                            | 6 Вт                                                                                            | 6 Вт                                                                                            | 6 Вт                                                                                            |
| Техпроцесс                                    | 14 нм                                                                                           | 22 нм                                                                                           | 14 нм                                                                                           | 14 нм                                                                                           | 14 нм                                                                                           | 22 нм                                                                                           | 22 нм                                                                                           |
| Дата выпуска                                  | 2 апреля 2018                                                                                   | 4 квартал 2018                                                                                  | 2 апреля 2018                                                                                   | 2 апреля 2018                                                                                   | 2 апреля 2018                                                                                   | 5 октября 2017                                                                                  | 8 октября 2018                                                                                  |

*На материнских платах ASRock с чипсетом B365 технология Base Frequency Boost позволяет выполнить разгон с помощью увеличения лимитов TDP. Требуется обновить BIOS.
**Требуется модуль CRF. Модуль CRF может быть интегрирован в материнскую плату производителем, или приобретается и устанавливается отдельно, при наличии на материнской плате разъёма M.2 key E. Поддерживаются только CRF модули Intel Wireless-AC 9560/9462/9461.

## Чипсеты Intel серии C230
Для четырёхъядерных ЦП Intel семейств Xeon E3 v5 (Skylake) и Xeon E3 v6 (Kaby Lake) производились материнские платы с чипсетами серии C230:
C232 и C236 (в серверном сегменте C236 в основном для материнских плат на LGA2011 (Socket R)).
Несмотря на то, что семейство процессоров Xeon предназначено для серверов и рабочих станций E3 v5 и E3 v6 получили некоторое распространение и в домашних ПК.

## Совместимость
Некоторые материнские платы на LGA1151 имеют слоты для установки памяти стандартов DDR3/DDR3L.
Летом 2017 года (до официального анонса Coffee Lake и материнских плат для него) на основе «дорожной карты Intel» и утечек информации был сделан ошибочный вывод, что изменения коснутся и процессорного разъема (как это было с сокетом LGA 2011 имеющий 3 ревизии). После официального анонса стало известно, что изменения коснулись только материнских плат (помимо новых чипсетов была переработана схема питания процессорного разъема без изменения модели самого разъема). Широкое тиражирование в СМИ информации об изменении конфигурации сокета привело к тому, что несуществующая ревизия сокета стала указываться рядом торговых сетей для обозначения новых материнских плат, например, встречаются технически некорректные: «1151 v2», «1151-2», «1151 rev 2», «1151 (300)», «1151 Coffee Lake» и т. п.
Несмотря на официальную несовместимость новых процессоров и старых чипсетов, а также старых процессоров и новых чипсетов, энтузиасты активно искали возможность использования процессоров в различных материнских платах. Имеются сообщения о нештатных модификациях микрокодов BIOS и изменениях материнских плат, которые позволили в одиночных случаях запустить процессоры 7-го поколения на более новых платах с чипсетом Z370 и наоборот, отдельных 4-ядерных процессоров 8-го поколения на старых платах с чипсетом Z170. При этом, вероятно нарушались гарантийные условия, возрастал риск нестабильной работы, и возможны проблемы с функциональностью встроенных видеоядра и порта PCI Express x16. Позже другие энтузиасты также модифицировали собственные материнские платы с младшими чипсетами (H110/B150/H170/B250/H270) для запуска младших процессоров Coffee Lake в ограниченном режиме. При этом для установки старших 6-ядерных моделей им потребовалось модифицировать контактные площадки процессора путем заклеивания ряда выводов. Рекордом в среде необычных модификаций стал запуск Coffee Lake Refresh модели i9-9900K на устаревшей материнской плате с чипсетом Z170 и его разгон.